# Chrosioderma
Genre
Chrosioderma est un genre d'araignées aranéomorphes de la famille des Sparassidae.

## Distribution
Les espèces de ce genre sont endémiques de Madagascar.

## Liste des espèces
Selon World Spider Catalog (version 17.5, 15/01/2017) :
- Chrosioderma albidum Simon, 1897
- Chrosioderma analalava Silva, 2005
- Chrosioderma havia Silva, 2005
- Chrosioderma mahavelona Silva, 2005
- Chrosioderma mipentinapentina Silva, 2005
- Chrosioderma namoroka Silva, 2005
- Chrosioderma ranomafana Silva, 2005
- Chrosioderma roaloha Silva, 2005
- Chrosioderma soalala Silva, 2005

## Publication originale
- Simon, 1897 : Histoire naturelle des araignées. Paris, vol. 2, p. 1-192 (texte intégral).